# Neutralidade da moeda
A neutralidade da moeda é a ideia de que uma mudança no estoque de moeda afeta somente variáveis nominais da economia, tais como preços, salários, taxa de câmbio, com nenhum efeito sobre variáveis reais (ajustadas pela inflação, como emprego, Produto Interno Bruto e consumo real).
A neutralidade da moeda é uma ideia importante na economia clássica e relaciona-se à dicotomia clássica. Ela implica que o banco central não afeta a economia real (e.g., o número de empregos, o tamanho do PIB real, o montante de investimento real) ao imprimir dinheiro. Ao invés disso, qualquer aumento na oferta de moeda seria compensado por um aumento proporcional nos preços e salários. Essa suposição está por trás de alguns modelos macroeconômicos ortodoxos (e.g., teoria dos ciclos reais de negócios) enquanto outros, como os monetaristas veem o dinheiro como sendo neutro no longo prazo. já para os austríacos as manipulações artificiais na moeda e no cŕedito são as causas para a inflação, desemprego e recessão. 
A superneutralidade da moeda é uma propriedade mais forte do que neutralidade da moeda. Ela sustenta que não só a economia real não é afetada pelo nível de oferta de moeda, mas também que a taxa de crescimento da oferta monetária não tem nenhum efeito nas variáveis reais. Neste caso, os salários e os preços nominais permanecem proporcionais à oferta monetária nominal não só em resposta a mudanças permanentes e abruptas na oferta monetária nominal, mas também em resposta mudanças permanentes na taxa de crescimento da oferta monetária nominal. Normalmente, a superneutralidade é abordada no contexto de modelos de longo prazo.

## História do conceito
De acordo com Don Patinkin, o conceito de neutralidade monetária data da época de David Hume. O termo foi usado pela primeira vez por economistas europeus, começando na virada do século XX e explodiu como um tópico especial da literatura econômica em língua inglesa com a introdução do termo por Friedrich Hayek em suas conferências publicadas em 1931 como Preços e Produção. Keynes rejeitou a neutralidade do dinheiro tanto no curto prazo quanto no longo prazo.

## Opiniões e contra-opiniões
Muitos economistas atestam que a neutralidade monetária é uma boa aproximação para como a economia se comporta em períodos longos de tempo, mas que no curto prazo a teoria do desequilíbrio monetário se aplica, tanto quanto a oferta monetária nominal afetaria o produto. Um argumento é que os preços, e especialmente os salários, são rígidos (devido aos custos de menu etc) e não podem ser ajustados imediatamente para uma mudança inesperada na oferta monetária. Uma explicação alternativa para os efeitos econômicos reais de mudanças na oferta de moeda é que não é que as pessoas não podem mudar os preços mas que elas não percebem que é de interesse delas fazê-lo. A abordagem da racionalidade limitada sugere que pequenas contrações na oferta de moeda não são levadas em conta quando os indivíduos vendem suas casas ou buscam por emprego, e que, portanto, eles gastarão mais tempo buscando por uma contração completa do que sem uma contração monetária. Além disso, observa-se que o piso das mudanças nominais dos salários impostos pela maioria das empresas é zero: um número arbitrário de acordo com a teoria da neutralidade da moeda mas um limiar psicológico devido à ilusão monetária.
O novo programa de pesquisa keynesiano enfatiza modelos nos quais o dinheiro não é neutro no curto prazo e, portanto, a política monetária pode afetar a economia real.
A economia pós-keynesiana e a teoria do circuito monetário rejeitam a neutralidade da moeda e enfatizam o papel que os empréstimos e o crédito bancários possuem na criação da moeda bancária. Os pós-keynesianos também destacam o papel que a dívida nominal possui: visto que o montante de dívida nominal não está, em geral, relacionada à inflação, a inflação destrói o valore real das dívidas nominais e a deflação o aumenta, causando efeitos econômicos reais como na deflação da dívida.

## Razões para partir da superneutralidade
Mesmo se o dinheiro for neutro, para que o nível de oferta monetária a qualquer tempo tenha nenhuma influência real, a moeda poderia ainda ser não-superneutra: a taxa de crescimento da oferta monetária poderia afetar variáveis reais. Um aumento da taxa de crescimento monetária, e o aumento resultante na taxa de inflação, levam a uma diminuição no retorno real no dinheiro estritamente definido (remuneração nominal nula). Portanto, as pessoas escolhem realocar seus ativos não em dinheiro (ou seja, há uma diminuição da demanda monetária real), mas sim em ativos reais tais como bens ou mesmo capital produtivo. A mudança na demanda monetária pode afetar as taxas de juros reais sobre fundos disponíveis para empréstimos, e as mudanças combinadas na taxa de juros nominal e na taxa de inflação podem levar a mudanças na taxa real de juros. Se assim for, gastos reais em capital físico e bens de consumo duráveis podem ser afetados.

## Evidência
Olivier Blanchard, membro do Departamento Nacional de Pesquisa Econômica dos Estados Unidos e economista-chefe do Fundo Monetário Internacional, disse que não há evidência real: "Todos os modelos que nós vimos impõem a neutralidade da moeda como um pressuposto. Isto é muito mais uma questão de fé, baseada em considerações teóricas, ao invés de evidência empírica. " O reconhecimento da não-neutralidade da moeda no curto prazo levou ao desenvolvimento de modelos macroeconômicos novos keynesianos.